# Michałówka (powiat lubartowski)
Michałówka – wieś w Polsce położona w województwie lubelskim, w powiecie lubartowskim, w gminie Abramów.
| SIMC    | Nazwa            | Rodzaj    |
| ------- | ---------------- | --------- |
| 0378187 | Stanisławów Mały | część wsi |

W latach 1975–1998 miejscowość należała administracyjnie do województwa lubelskiego.
Wieś stanowi sołectwo gminy Abramów. Według Narodowego Spisu Powszechnego (III 2011 r.) wieś liczyła 239 mieszkańców.